# Мизяки
Мизяки́ (укр. Мізяки) — село в Валковской городской общине Богодуховского района Харьковской области Украины.
Код КОАТУУ — 6321280505. Население по переписи 2001 г. составляет 402 (182/220 м/ж) человека.

## Географическое положение
Село Мизяки примыкает к сёлам Гринцов Рог и Бараново, рядом железная дорога, ближайшая станция Бараново (2 км).

## История
- 1750 — дата основания. На 1864 год в селе насчитывалось 360 жителей в 70 дворах, в 1885-м уже 509, при росте числа дворов до 86[1].

## Экономика
- В селе есть молочно-товарная ферма, машинно-тракторные мастерские.
- «Первое Мая», сельскохозяйственное ЧП.

## Объекты социальной сферы
- Спортивная площадка.